# 페테르 슈탸스트니
페테르 슈탸스트니(슬로바키아어: Peter Šťastný, 영어: Peter Stastny 피터 스태스트니[*], 1956년 9월 18일 ~ )는 슬로바키아의 아이스하키 선수로 포지션은 센터이다. 1980년부터 1995년까지 내셔널 하키 리그(NHL)에서 뛰었고, 1980년대에 활약한 NHL 선수 중 웨인 그레츠키 다음으로 높은 득점을 기록한 선수이다. 그는 NHL 역대 최다 득점 순위 34위에 올랐으며, 슬로바키아 선수로는 두번째로 높은 순위이다. NHL에서 활동하는 동안 퀘벡 노르딕스, 뉴저지 데블스, 세인트루이스 블루스에서 뛰었으며, 퀘벡 소속 시절에 캐나다 국적을 취득했다.
체코슬로바키아, 캐나다, 슬로바키아 대표팀 3개의 국가대표팀 선수로 활동했다. 올림픽에 2회 출전했고, 세계 아이스하키 선수권 대회에 5회 출전하여 금메달 1개, 은메달 2개, 동메달 1개를 획득했다. 1984년에는 캐나다 국가대표로서 1984년 캐나다컵에 참가하여 준우승에 기여했다. 1998년에 하키 명예의 전당에 헌액되었고, 2017년에 "위대한 NHL 선수 100인" 중 한 사람으로 선정되었다. 
은퇴 후 세인트루이스 블루스의 스카우터와 슬로바키아 대표팀의 단장을 맡았고, 2004년부터 2014년까지 슬로바키아의 유럽 의회 의원을 지냈다. 아들은 미국 국적으로 활동하는 아이스하키 선수 폴 스태스트니이다.